# 食品医薬品安全処
食品医薬品安全処（しょくひんいやくひんあんぜんしょ、略称: 食薬処、英語:Ministry of Food and Drug Safety、MFDS）は、安全な食品及び医薬品体系の構築・運営を通じて、関連産業の競争力向上という国民の期待に応じる為に設立された、大韓民国における国家行政機関。旧名は韓国食品医薬品安全庁 (Korea Food and Drug Administration、KFDA) 。

## 組織

### 幹部
- 処長
- 次長
  - 代弁人
  - 企画調整官
  - 監査担当官
  - 危害事犯中央調査団長

### 下部組織
| - 運営支援課 - 消費者危害予防局 - 食品安全政策局 - 食品基準企画官 - 酒類安全管理企画団（2015年12月31日までの一時組織） - 食品栄養安全局 | - 農畜水産物安全局 - 医薬品安全局 - バイオ生薬局 - 医療機器安全局 |

### 所属機関
- 食品医薬品安全評価院
- 地方食品医薬品安全庁（ソウル、釜山、大邱、京仁、光州、大田）